# Alexander Burt
Alexander Baird Burt (Rutherglen, South Lanarkshire, 9 d'abril de 1884 – Rutherglen, 1967) va ser un jugador d'hoquei sobre herba escocès que va competir a principis del segle xx. Era germà del també jugador d'hoquei sobre herba John Burt.
El 1908 va prendre part en els Jocs Olímpics de Londres, on va guanyar la medalla de bronze en la competició d'hoquei sobre herbal, com a membre de l'equip escocès.